# Glyphoglossus molossus
Glyphoglossus molossus is een kikker uit de familie smalbekkikkers (Microhylidae). De soort werd voor het eerst wetenschappelijk beschreven door Albert Carl Lewis Gotthilf Günther in 1869. Het was lange tijd de enige soort uit het geslacht Glyphoglossus.

## Uiterlijke kenmerken
De kleur is bruin tot grijs met soms een tekening die echter niet bij alle exemplaren aanwezig is. De bouw is zeer gedrongen, een rond lichaam met een zeer stompe kop en relatief kleine ogen maar grote neusgaten. Opvallend is de 'inkeping' tussen boven- en onderlip waardoor het lijkt alsof de bek altijd open staat.

## Verspreiding en habitat
De kikker komt voor in delen van Azië, in Myanmar, Thailand en zuidelijk Vietnam. De soort is aangetroffen op een hoogte van 200 tot 300 meter boven zeeniveau. De habitat bestaat uit de strooisellaag in het bos. Omdat deze bodembewonende soort een gravende en zeer verborgen levenswijze heeft, wordt de kikker slechts af en toe waargenomen. Alleen tijdens de paartijd worden de kikkers rond de voortplantingswateren algemeen aangetroffen.

## Bedreigingen
Glyphoglossus molossus wordt massaal verzameld en op de markt verkocht voor menselijke consumptie, het is niet precies bekend of dit komt doordat de dieren intensief worden gezocht of vele exemplaren worden gevangen bij de voortplantingswateren. Vrouwelijke exemplaren die worden aangetroffen op markten zijn steeds kleiner van formaat, wat mogelijk wijst op een uitputting van de populaties.